# Pegah Ferydoni
Pegah Ferydoni (persan : پگاه فریدونی), née le 25 juin 1983 à Téhéran, est une actrice et présentatrice germano-iranienne.

## Théâtre
- 2006-2007 / 2010 : Schwarze Jungfrauen (de), mise en scène de Feridun Zaimoglu
- 2009 : Und der Herr schuf die Kuh, mise en scène de Mehdi Moinzadeh, Ballhaus Naunynstraße, Berlin
- 2010 : Sisters – Der Kampf geht weiter, mise en scène de Nicole Oder, Heimathafen Berlin
- 2012 : Radikal. Ein Politthriller. Nach Yassin Musharbash für die Bühne bearbeitet von Jens Groß, mise en scène de Anna Bergmann, Théâtre Maxime-Gorki, Berlin

## Filmographie

### Cinéma

#### Longs métrages
- 2004 : Folge der Feder! de Nuray Sahin : Hein
- 2008 : Stairway to Nowhere de Ahmet Tas : une femme
- 2009 : Women Without Men (de) de Shirin Neshat : Faezeh
- 2009 : Zweiohrküken (de) de Til Schweiger : Lana
- 2010 : Ayla (film) de Su Turhan (de) : Ayla
- 2011 : Lili la petite sorcière : Le Voyage vers Mandolan de Harald Sicheritz : Leila
- 2012 : Türkisch für Anfänger (film) (de) de Bora Dagtekin : Yağmur Öztürk
- 2013 : 300 mots d'allemand (300 Worte Deutsch) de Züli Aladağ : Lale Demirkan
- 2016 : Hey Bunny de Barnaby Metschurat et Lavinia Wilson : Alima
- 2018 : Die defekte Katze de Susan Gordanshekan (de) : Mina

#### Courts métrages
- 2003 : Skifahren unter Wasser de Philipp Stary : Mia
- 2012 : Blue de Daniel Wild
- 2013 : Leben! de Carolin Färber : Sophie
- 2014 : Behesht de Navid Navid : Mina

### Télévision

#### Séries télévisées
- 2004 : Großstadtrevier (de) : Selay (1 épisode)
- 2005 : Le Dernier Témoin (Der letzte Zeuge) : Bimala Cholan (1 épisode)
- 2005 : König von Kreuzberg (de) : Syhal (1 épisode)
- 2006 : Kommissarin Lucas – Skizze einer Toten (de) : Leyla Özgür
- 2006-2008 : Family Mix (Türkisch für Anfänger) : Yağmur Öztürk (52 épisodes)
- 2007 : Sperling (Fernsehreihe) (de) : Meral (1 épisode)
- 2007 : SOKO Köln : Leila Römer (1 épisode)
- 2008 : Le Journal de Meg (Doctor's Diary - Männer sind die beste Medizin) : Anita (épisode 6, saison 1)
- 2008 : Die Anwälte (de) : Derya Yildiz (1 épisode)
- 2009 : Un cas pour deux (Ein Fall für zwei) : Rupa Chopra (1 épisode)
- 2012 : Der Cop und der Snob (de) : Leyla Dursun (1 épisode)
- 2013 : Letzte Spur Berlin (de) : Mariam Rahimi (1 épisode)
- 2013 : Ces femmes qui ont fait l'histoire : Cléopâtre (1 épisode)
- 2015 : Der Lack ist ab : Billy (1 épisode)
- 2016 : Sibel & Max (de) : Leyla Koc (1 épisode)
- 2016 : Nachtschicht – Der letzte Job (de) : Odile Bakri (1 épisode)
- 2016 : Helen Dorn: Gefahr im Verzug (de) : Mayla (1 épisode)
- 2017 : Mordkommission Istanbul (de) : Banu Karacay (1 épisode)
- 2023 : A Murder at the End of the World : Ziba

#### Téléfilms
- 2006 : Peer Gynt (2006) (de) de Uwe Janson (de) : Anitra
- 2008 : Wenn wir uns begegnen de Sigi Rothemund : Farki Omidi
- 2008 : Sklaven und Herren (de) de Stefan Kornatz (de) : Melek Yildirim
- 2008 : Freiwild. Ein Würzburg-Krimi (de) de Manuel Siebenmann (de) : Mari Lopez
- 2009 : Der verlorene Sohn (2009) (de) de Nina Grosse (de) : Deniz çicek
- 2010 : Bella Vita de Thomas Berger : Toni
- 2011 : Entführt: Vincent de Nicolai Rohde : Tessa Zepp
- 2012 : La loi du silence (Mit geradem Rücken) de Florian Froschmayer : Shirin
- 2012 : Bella Australia de Vivian Naefe : Antonia
- 2016 : Geraubte Wahrheit de Sherry Hormann : Emel Yilmaz
- 2017 : Fluss des Lebens – Geboren am Ganges de Michael Karen : Pavarti

### Émission
- depuis 2011 : zdf.kulturpalast (de) (présentatrice)

## Doublage
- 2013 : Wagnerwahn (documentaire)
- 2013 : Kleopatra: Mit Macht und Eros (documentaire)
- depuis 2013 : Orange Is the New Black : Tiffany Doggett (Taryn Manning) (voix allemande)

- 2014 : La Légende de Manolo (Manolo und das Buch des Lebens) (film d'animation) : Maria (voix allemande)